# Yua
Yua é um género botânico pertencente à família Vitaceae.
No sistema de classificação filogenética Angiosperm Phylogeny Website, este género é sinónimo de Parthenocissus.

## Taxonomia
O género foi descrito por Chao Luang Li e publicado em Systema Vegetabilium, editio decima sexta 1: 670. 1824. A espécie-tipo é Yua thomsonii (M.A.Lawson) C.L.Li

## Espécies
O género inclui 2 espécies aceites:
- Yua austro-orientalis (F.PMetcalf) C.L.Li
- Yua thomsonii (M.A.Lawson) C.L.Li